# リンジー・ディ・ポール
リンジー・ディ・ポール（Lynsey de Paul、1948年6月11日 - 2014年10月1日）は、イギリスの歌手。

## 人物
ソングライターとして活動したのち、1972年にシングル「シュガー・ミー」で歌手デビューを果たした。
1973年にリリースしたシングル「夢のパートナー」と1974年に発表した「ノー・オネストリー」で、アイヴァー・ノヴェロ賞を2年連続で受賞した。日本でヒットした「恋のウー・アイ・ドゥ」はフィル・スペクターへのオマージュとなっている。
リンゴ・スターやショーン・コネリーといった著名人とのロマンスでもよく知られたが、生涯結婚することはなかった。
2014年10月1日、脳出血で倒れ、搬送先の病院で亡くなった。享年66歳。
ロック・バンド、プライマル・スクリームは、Facebook上で彼女の死を追悼する投稿をした。
彼女はヒット曲「Storm in a Teacup」、「On The Ride (You do it Once, You Do It Twice)」、「When You've Gotta Go」、「Tip of My Tongue」、「Dancin '（on a Saturday Night)」、「School Love」、「Central Park Arrest」、「Miss Hit and Run」、「Hot Shot」、「Let Your Body Go Downtown」、「We Got Love」、「A Little TLC」、「There's No Place Like London」を作曲しました。

## 主な楽曲
- 「シュガー・ミー」 - "Sugar Me" (1972年)
- 「恋のためいき」 - "Getting A Drag" (1973年)
- 「オール・ナイト」 - "All Night" (1973年)
- 「夢のパートナー」 - "Won't Somebody Dance with Me" (1973年)
- 「ノー・オネストリー」 - "No Honestly" (1974年)
- 「恋のウー・アイ・ドゥ」 - "Ooh I Do" (1974年)

## ディスコグラフィ

### アルバム
- 『サプライズ』 - Surprise (1973年) ※オーストラリア盤のタイトルは『Sugar Me』
- 『リンジーのためいき』 - Lynsey Sings (1973年) ※コンピレーション
- Greatest Hits (1973年) ※コンピレーション
- 『テイスト・ミー、ドント・ウェイスト・ミー』 - Taste Me... Don't Waste Me (1974年)
- The World of Lynsey de Paul (1974年) ※『Lynsey Sings』の再発
- 『ラヴ・ボム』 - Love Bomb (1975年)
- No Honestly (1975年)
- 『恋のためいき - リンジー・ディ・ポール・ベスト・コレクション』 - Getting a Drag - Best Collection (1976年) ※コンピレーション。日本限定盤
- 『ハリッド・ロマンス』 - Tigers and Fireflies (1979年)
- Profile (1981年) ※コンピレーション
- 『ビフォー・ユー・ゴー・トゥナイト』 - Before You Go Tonight (1990年)
- 『恋のウー・アイ・ドゥ - ベスト・オブ・リンジー・ディ・ポール』 - The Best Of Lynsey De Paul (1993年) ※コンピレーション
- Lynsey de Paul (1994年)
- Greatest Hits (1994年) ※コンピレーション
- Sugar Me (1995年) ※コンピレーション
- Just a Little Time (1996年) ※旧タイトルは『Sugar Me』
- Best of the 70s – Lynsey de Paul (2000年) ※コンピレーション
- 『シュガー・アンド・ビヨンド・アンソロジー 1972-1974』 - Sugar and Beyond (2013年) ※コンピレーション[11]
- 『イントゥ・マイ・ミュージック・アンソロジー 1975-1979』 - Into My Music (2013年) ※コンピレーション[12]
- Ten Best (2015年) ※コンピレーション[13]